# دانيال مسينا
دانيال مسينا (بالإسبانية: Daniel Messina) هو رياضي ولاعب كرة قدم ومدرب كرة قدم أرجنتيني وباراغواياني في مركز الهجوم، ولد في 5 مايو 1962 في الأرجنتين. لعب مع ريفر بليت وفيليز سارسفيلد ونادي إلتشي وهواتشيباتو وهوراكان ويونيون إسبانيولا.